# Города и населённые пункты Эритреи

## Города и населённые пункты Эритреи[1]
- Адди-Куала
- Адди-Кэйих
- Адди-Угри
- Адэрдэб
- Акордат
- Альгена
- Асбагу
- Асмэра
- Асэб
- Афабет
- Баден
- Барэнту
- Бейлуль
- Биша (Эритрея)[англ.]
- Гинда
- Гуллуй
- Даддато
- Дукамбия
- Дэкэмхаре
- Карора
- Кэльмэт
- Кэркэбэт
- Кэру
- Кэрэн
- Массауа
- Мэнсура
- Мэрса-Тэклай
- Накфа
- Нэфасит
- Пер-Токар
- Рас-Касар
- Рэхайто
- Ситтона
- Сува
- Сэбдэрат
- Тийо
- Тэсэнэй
- Уаде
- Уаэма
- Уодегиба
- Фэльхит
- Хайкота
- Хымбырти
- Шеиб